# Papa Felice III
Felice III, della gens Anicia (Roma, ... – Roma, 1º marzo 492), è stato il 48º vescovo di Roma e papa della Chiesa cattolica, che lo venera come santo. Fu papa dal 13 marzo 483 fino alla sua morte.

## Biografia
Felice nacque da una famiglia senatoriale romana, la gens Anicia; figlio di un omonimo Felice, ecclesiastico, sembra che prima di accedere agli ordini sacri, sia stato sposato con una aristocratica, Petronia, e abbia avuto vari figli fra cui un Gordiano, padre a sua volta del futuro papa Agapito I e di Palatino, a sua volta padre di un secondo Gordiano e nonno di papa Gregorio I.
In realtà di Felice, insignito del titolo cardinalizio di Fasciolae, non si conosce nulla di certo fino a quando non successe a papa Simplicio nel 483.
L'elezione del papa avveniva di prassi con la scelta fatta dal popolo di Roma e la ratifica imperiale ma, non essendoci più l'imperatore d'Occidente, fu Odoacre a rivendicare tale diritto per sé. Inviò pertanto a Roma il funzionario Cecina Basilio, che si presentò con un decreto, firmato a suo dire dal defunto papa Simplicio, in cui si prescriveva che l'elezione di un papa dovesse d'ora in poi avvenire con la consulenza dei delegati regali. Nessuno si oppose al presunto decreto e dalle consultazioni uscì eletto Felice, che fu consacrato il 13 marzo 483.

### L'eresia monofisita
A quella data la Chiesa era ancora nel mezzo del suo lungo conflitto con l'eresia di Eutiche. L'anno precedente l'imperatore Zenone, dietro suggerimento del patriarca di Costantinopoli Acacio, aveva pubblicato un editto noto come Henotikon (o Atto di Unione) nel quale dichiarava che nessun simbolo di fede diverso da quelli stabiliti a Nicea, con le aggiunte del 381, poteva essere riconosciuto. L'editto venne interpretato come un obbligo di riconciliazione fra cattolici ed eutichiani, ma provocò conflitti più gravi che mai e divise la Chiesa orientale in tre o quattro fazioni. Nel momento in cui i cattolici rifiutarono l'editto, l'imperatore sostituì i patriarchi di Antiochia di Siria, Martirio, e quello di Alessandria d'Egitto, Giovanni Talaia. Pietro Fullo, un noto monofisita, s'insediò nella sede di Antiochia e Pietro Mongo occupò quella di Alessandria. Nel suo primo sinodo Felice scomunicò Pietro Fullo, che fu condannato anche da Acacio in un sinodo di Costantinopoli. Nel 484 Felice scomunicò anche Pietro Mongo, un atto che fece sorgere uno scisma fra Oriente ed Occidente e che non fu ricomposto per i successivi 35 anni. Pietro Mongo, tuttavia, s'ingraziò l'imperatore ed Acacio sottoscrivendo l'Henotikon e, con sommo dispiacere di molti vescovi, fu riammesso in piena comunione da Acacio.
Felice, dopo aver convocato un nuovo sinodo, spedì dei legati all'imperatore e al patriarca Acacio ingiungendo che Pietro Mongo doveva essere espulso da Alessandria e che Acacio doveva presentarsi a Roma per spiegare la propria condotta. I legati furono però arrestati, imprigionati e poi, sotto la pressione di minacce e promesse, entrarono in comunione con gli eretici inserendo il nome di Pietro Mongo nella lettura dei sacri dittici. Quando il loro tradimento fu reso noto a Roma da Simeone, uno dei monaci Acemeti, Felice convocò un sinodo di 77 vescovi nella Basilica Laterana, che scomunicò Acacio ed i legati pontifici. Sostenuto dall'imperatore, Acacio ignorò la scomunica, rimosse il nome del papa dai sacri dittici e rimase nella sua sede fino alla morte, che ebbe luogo nel 489. Il suo successore Fravita, inviò dei messaggeri a Felice con l'assicurazione che non sarebbe stato in comunione con Pietro Mongo, ma, avendo il papa compreso che questa era una falsità, lo scisma continuò. Pietro, essendo nel frattempo morto Eufemio, il successore di Fravita, cercò di rientrare in comunione con Roma ma il papa rifiutò, dato che il nuovo vescovo non toglieva i nomi dei suoi due predecessori dai sacri dittici. Lo scisma, noto come scisma acaciano, terminò solo nel 518, durante il regno di Giustino I.

### L'eresia ariana
In Africa, i Vandali Genserico e suo figlio Unerico avevano perseguitato la Chiesa per più di 50 anni ed avevano costretto molti cattolici all'esilio. Quando la pace fu ristabilita, molti di quelli che per paura erano caduti nell'eresia ed erano stati ribattezzati ariani, desiderarono ritornare alla Chiesa. Poiché venivano respinti da coloro che erano rimasti fedeli, fecero appello a Felice, che convocò un sinodo lateranense nel 487, e spedì una lettera ai vescovi d'Africa in cui esponeva le condizioni alle quali costoro avrebbero potuto essere riammessi in seno alla Chiesa.
Felice morì nel 492, dopo 8 anni, 11 mesi e 23 giorni di regno. Fu sepolto nella tomba di famiglia della basilica di San Paolo fuori le mura.
Felice Anicio, che in vita non ebbe numerale, avrebbe dovuto portare il nome pontificale Felice II, in quanto Felice II, ariano, fu in realtà un antipapa contro il papa legittimo Liberio; tuttavia, dato che l'antipapa Felice II fu confuso con un omonimo martire, venerato dalla Chiesa cattolica come santo, per molti secoli è stato considerato legittimo e, quindi, inserito nella numerazione.

## Culto
La memoria liturgica di san Felice III ricorre il 1º marzo.
Dal Martirologio Romano (ed. 2004):